# Jan Parys (zm. po 1574)
Jan Parys herbu Prawdzic (zm. po 1574 roku) – wojski warszawski i sekretarz królewski w 1569 roku.
Studiował we Frankfurcie nad Odrą w 1546 roku. Poseł ziemi czerskiej na sejm 1569 roku, podpisał akt unii lubelskiej.